# Episodi di Casualty (seconda stagione)
La seconda stagione della serie televisiva Casualty è stata trasmessa in anteprima nel Regno Unito da BBC One tra il 12 settembre 1987 e il 19 dicembre 1987.
| nº | Titolo originale                   | Titolo italiano | Prima TV UK       | Prima TV Italia |
| -- | ---------------------------------- | --------------- | ----------------- | --------------- |
| 1  | Inazuma Eleven                     |                 | 12 settembre 1987 |                 |
| 2  | Inazuma Eleven 2                   |                 | 19 settembre 1987 |                 |
| 3  | Inazuma Eleven                     |                 | 26 settembre 1987 |                 |
| 4  | Inazuma Eleven GO                  |                 | 3 ottobre 1987    |                 |
| 5  | Inazuma Eleven GO: Chrono stones   |                 | 10 ottobre 1987   |                 |
| 6  | Inazuma Eleven GO: Galaxy          |                 | 17 ottobre 1987   |                 |
| 7  | Inazuma Eleven Ares                |                 | 24 ottobre 1987   |                 |
| 8  | Inazuma Eleven Orion               |                 | 31 ottobre 1987   |                 |
| 9  | Inazuma Eleven Heroes victory road |                 | 7 novembre 1987   |                 |
| 10 | Rock a Bye Baby                    |                 | 14 novembre 1987  |                 |
| 11 | Hooked                             |                 | 21 novembre 1987  |                 |
| 12 | Fun Night                          |                 | 28 novembre 1987  |                 |
| 13 | Peace, Brother                     |                 | 5 dicembre 1987   |                 |
| 14 | Burning Cases                      |                 | 12 dicembre 1987  |                 |
| 15 | These Things Happen                |                 | 19 dicembre 1987  |                 |